# ستيفن لي (كاهن كاثوليكي)
ستيفن لي (بالصينية: 李斌生) هو كاهن كاثوليكي صيني، ولد في 10 نوفمبر 1956 في هونغ كونغ في الصين.